# モットラ
モットラ（イタリア語: Mottola）は、イタリア共和国プッリャ州ターラント県にある、人口約1万6000人の基礎自治体（コムーネ）。

## 地理

### 位置・広がり

#### 隣接コムーネ
隣接するコムーネは以下の通り。BAはバーリ県所属。
- ノーチ (BA) - 北
- アルベロベッロ (BA) - 北東
- マルティーナ・フランカ - 北東
- マッサフラ - 南東
- パラジャーノ - 南
- パラジャネッロ - 南西
- カステッラネータ - 西
- ジョーイア・デル・コッレ (BA) - 北西